# Abdulqawi Ahmed Yusuf
Abdulqawi Ahmed Yusuf (Eil, 12 settembre 1948) è un avvocato e giudice somalo, ex presidente della Corte internazionale di giustizia.

## Biografia
Yusuf è nato nella città nord-orientale di Eil in Somalia. Ha conseguito un Juris Doctor e un dottorato di ricerca presso la Somali National University. Si è laureato in diritto internazionale presso l'Institut de droit international di Ginevra. Prima del suo dottorato, Yusuf ha completato gli studi post laurea in diritto internazionale presso l'Università di Firenze. Parla correntemente somalo, arabo, inglese, francese e italiano.
Le precedenti posizioni di Yusuf includono: consulente legale e direttore dell'Ufficio per gli standard internazionali e gli affari giuridici per l'UNESCO da marzo 2001 a gennaio 2009, consulente legale (1994-1998) e vicedirettore generale per gli affari africani, Organizzazione delle Nazioni Unite per lo sviluppo industriale (UNIDO) , Vienna (1998–2001), rappresentante e capo dell'ufficio di New York della Conferenza delle Nazioni Unite per il commercio e lo sviluppo (UNCTAD) (1992–1994) e capo del servizio per le politiche giuridiche dell'UNCTAD (1987-1992), docente in legge presso la Somali National University (1974-1981) e presso l'Università di Ginevra (1981-1983) e delegato somalo alla Terza Conferenza delle Nazioni Unite sul diritto del mare (1975-1980). È stato anche professore ospite e docente in diverse università e istituti in Svizzera, Italia, Grecia e Francia.
Yusuf è il fondatore e direttore generale dell'Annuario africano del diritto internazionale ed è membro dell'Institut de droit international (Ginevra). È anche uno dei fondatori della Fondazione africana per il diritto internazionale, nonché presidente del comitato esecutivo. Inoltre, Yusuf è autore di numerosi libri e numerosi articoli su vari aspetti del diritto internazionale, nonché di articoli e articoli di giornale sui giornali degli attuali affari del Nordest e della Somalia. È membro del comitato consultivo editoriale dell'Annuario asiatico del diritto internazionale e membro del Curatorium dell'Institute of Public International Law and Public Relations. In precedenza ha anche lavorato come giudice ad hoc presso la Corte internazionale di giustizia.
Il 6 febbraio 2009 è stato nominato giudice alla Corte internazionale di giustizia. Il 6 febbraio 2015 è stato eletto vicepresidente della corte. Nel 2011, Yusuf avrebbe successivamente ottenuto un seggio nel consiglio consultivo dell'Aja Institute for Global Justice'. Il 6 febbraio 2018, Yusuf è stato nominato presidente della Corte internazionale di giustizia. Yusuf succedette a Ronny Abraham della Francia come venticinquesimo presidente dell'ICJ e solo il terzo africano a detenere il titolo dopo il Nigeriano Taslim Olawale Elias (1982-1985) e l'Algeria Mohamed Bedjaoui (1994-1997).
| Controllo di autorità | VIAF (EN) 62887687 · ISNI (EN) 0000 0001 1657 2474 · LCCN (EN) n82054298 · GND (DE) 102206410X · BNF (FR) cb16182101x (data) · J9U (EN, HE) 987007442877305171 · CONOR.SI (SL) 70032483 |